# Elmer (Missouri)
Elmer è un comune degli Stati Uniti d'America, situato nello Stato del Missouri, nella contea di Macon.